# Murray Walker
Graeme Murray Walker OBE (Hall Green, Birmingham, Engeland, 10 oktober 1923 – 13 maart 2021) was een Formule 1-commentator en verslaggever. Hij was de zoon van motorcoureur Graham Walker. Hij werkte lange tijd voor de BBC, maar toen deze zender zijn uitzendrechten van de sport verloor aan de commerciële zender ITV, verzorgde Walker ook bij dit kanaal het commentaar.
Hij had een zeer enthousiaste manier van commentaar geven. Sinds 1978 werd het commentaar van de Britse zender ook gebruikt in andere landen, zoals Australië en Japan, waardoor hij snel uitgroeide tot 's werelds bekendste commentator van deze klasse in de autosport. Hij stond bekend om zijn beschaafde houding tegenover de coureurs.

## Carrière
De eerste race die Walker voorzag van commentaar was een heuvelklimwedstrijd in 1948. Dit deed hij af en toe enkele jaren achtereen samen met collega-commentator Max Robertson. Hij verzorgde zo nu en dan het commentaar bij Formule 1-races die op de Britse televisie werden uitgezonden. Het duurde echter tot 1978 vooraleer hij echt vaste commentator werd, doordat de BBC pas vanaf eind jaren 70 alle races volledig uitzond.
De eerste keer dat Walker een vaste baan als commentator kreeg was in 1962, toen hij een radioverslag deed van de Isle of Man TT-race, samen met zijn vader Graham. Walker Sr. had zelf tussen 1920 en 1934 24 maal deelgenomen aan de TT en in 1931 de Lightweight TT gewonnen. Toen zijn vader in 1962 stierf, nam Walker zijn rol over en werd hoofdcommentator. Hij deed vooral motorcrossraces (vooral voor ITV) in de jaren 60 en rallycross in de jaren 70 en begin jaren 80. Hij deed verder nog verslag van het BTCC-kampioenschap tussen 1988 en 1997, en ook negen keer het Macau-race-evenement.
Tussen 1980 en 1993 gaf Walker Formule 1-commentaar samen met James Hunt, de wereldkampioen van 1976. Toen deze stierf, ging Walker tot 1996 verder met Jonathan Palmer. In 1997 gingen de uitzendrechten naar ITV, waar Walker tot zijn pensioen het commentaar verzorgde samen met Martin Brundle.
De Grand Prix Formule 1 van de Verenigde Staten in 2001 was de laatste Formule 1-race die Murray van commentaar voorzag.
Murray Walker overleed op 13 maart 2021 op 97-jarige leeftijd.